# Джуван Говард
Джуван Антоніо Говард (англ. Juwan Antonio Howard, нар. 7 лютого 1973, Чикаго, Іллінойс, США) — американський професіональний баскетболіст, що грав на позиціях важкого форварда і центрового за низку команд НБА. Дворазовий чемпіон НБА. Згодом — баскетбольний тренер. З 2019 року працює головним тренером команди NCAA «Мічиган».

## Ігрова кар'єра

### Ранні роки

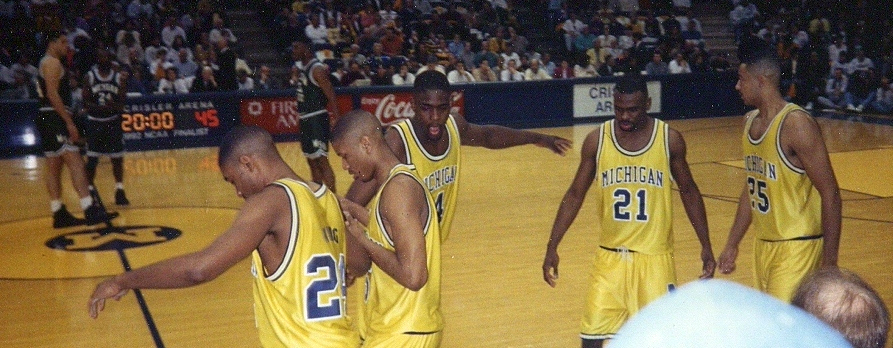
«Блискуча п'ятірка» Мічигана (Говард праворуч)

Починав грати в баскетбол у команді Чиказького ПТУ (Чикаго, Іллінойс). 1991 року був визнаний Всеамериканським спортсменом за версією журналу «Parade». На університетському рівні грав за команду Мічиган (1991–1994). Там разом з Джиммі Кінгом, Джеленом Роузом, Крісом Веббером та Реєм Джексоном сформував стартовий склад, який через свою видатну гру назвали «Блискучою п'ятіркою» (Fab Five). У свій перший сезон допоміг команді дійти до фіналу NCAA, де Мічиган поступився Дюку. Наступного року команда вважалася першою сіяною на турнірі та знову дісталася фіналу студентського турніру, але цього разу програла Північній Кароліні. Протягом того сезону Говард набирав 14,6 очка та 7,4 підбирання за гру.
Після другого курсу університету команду залишив Кріс Веббер, якого було обрано на драфті НБА під першим номером. Через це Мічиганський університет перемістився з першої позиції на п'яту у рейтингу Associated Press. Незважаючи на це, Говард значно додав у статистичних показниках, набираючи 20,8 очка за гру. На турнірі NCAA вивів команду до чвертьфіналу, де вона поступилася Арканзасу.
Згодом зчинився скандал, пов'язаний з «Блискучою п'ятіркою», яким платили кошти за виступи, що заборонено законодавством та, через яких відмивали гроші. Через це всі результати Мічигана того періоду були анульовані, а на учасників скандалу накладені штрафні санкції. Але індивідуальні звинувачення не були пред'явлені Говарду, оскільки не було доведено його участі у порушеннях.

### «Вашингтон Буллетс»
1994 року був обраний у першому раунді драфту НБА під загальним 5-м номером командою «Вашингтон Буллетс». Через те, що профспілка гравців НБА та власники клубів НБА довго не могли домовитись про новий колективний договір, Говард підписав контракт з командою лише у грудні 1994 року. У складі «Вашингтона» возз'єднався з партнером по Мічигану Крісом Веббером, який перейшов з «Голден-Стейта» напередодні. Говард відразу зайняв місце у старті на позиції важкого форварда. Взимку 1995 року взяв участь у матчі новачків НБА під час зіркового вікенду.
Перед наступним сезоном «Вашингтон» задрафтував Рашида Воллеса та, маючи у складі Говарда, Мурешана, Веббера, Прайса та Пека вважався одним з претендентів на титул. Проте постійні травми останніх трьох не дозволили команді навіть пробитися до плей-оф. Сам Говард проводив хороший сезон, заслуживши запрошення на матч всіх зірок. 19 квітня 1996 року провів свій найрезультативніший матч у кар'єрі, набравши 42 очки проти «Торонто Репторз». Тоді ж був визнаний гравцем квітня у лізі. За підсумками сезону був включений до Третьої збірної всіх зірок НБА, набираючи 22,1 очка, 8,1 підбирання та 4,4 асиста за гру.
5 серпня 1996 року підписав новий семирічний контракт з «Вашингтоном» на суму 105 млн. доларів, ставши першим гравцем в історії НБА зі 100 мільйонним контрактом. У сезоні 1996-1997 зробив 24 дабли-дабли у 82 матчах сезону, в яких набирав 19,1 очка та 8,1 підбирання. Допоміг команді вперше з 1988 року пробитися до плей-оф, де в першому ж раунді вона вилетіла від «Чикаго Буллз».
У сезоні 1997-1998 в середньому набирав 18,5 очка та 8 підбирань за гру. 6 квітня 1998 року на нього подали до суду з обвинуваченням у сексуальних домаганнях, однак обвинувачення були зняті, а на саму позивачку були накладені стягнення за заподіяння моральної шкоди та шкоди репутації Говарда. Того ж 1998 року «Вашингтон» обміняв Веббера до «Сакраменто Кінгс», тому у команди пішов спад, незважаючи на зусилля Говарда, який набирав 18,9 очка та 7 підбирань за гру в сезоні 1998-1999.

### «Даллас Маверікс»
22 лютого 2001 року перейшов до складу «Даллас Маверікс». Одразу зайняв місце у стартовому складі на позиції важкого форварда, що дозволило Дірку Новіцкі переміститися на місце легкого форварда, а центрового грав Шон Бредлі. Протягом сезону набирав 18 очок та 7,1 підбирання. У плей-оф «Даллас» обіграв «Юта Джаз» у першому раунді, проте поступився «Сан-Антоніо Сперс» у наступному.
У сезоні 2001-2002 зіграв 81 матч, 72 з яких було в старті та, в яких набирав 14,6 очка та 7,6 підбирання. Це був перший сезон у кар'єрі, коли він зіграв не всі свої матчі зі стартових секунд. 31 січня 2002 року зробив 16 підбирань у матчі проти «Х'юстон Рокетс», що стало його особистим рекордом.

### «Денвер Наггетс»
21 лютого 2002 року перейшов до «Денвер Наггетс», у складі якої провів наступних півтора сезони своєї кар'єри. 25 березня 2002 року набрав своє 10,000 очко у виїзному матчі проти «Нью-Йорк Нікс». Наступного сезону набирав 18,4 очка та 7,6 підбирання за гру.

### «Орландо Меджик»
Наступною командою в кар'єрі гравця була «Орландо Меджик», контракт з якою підписав 16 липня 2003 року. Граючи в одній команді з лідером атаки Трейсі Макгрейді, Говард був її лідером в роздягальні. Це було видно у моменті, коли він двічі зупиняв Макгрейді не кидати м'яч на трибуни зі злості. У складі «Меджик» набирав 17,2 очка та 7,1 підбирання за гру.

### «Х'юстон Рокетс»
29 червня 2004 року перейшов до складу «Х'юстон Рокетс» в рамках угоди з сімома гравцями. Разом з ним до Х'юстона переїхали Макгрейді, Тайронн Лу та Ріс Гейнс, а у зворотньому напрямку — Стів Френсіс, Каттіно Моблі та Келвін Кейто. Команда під керівництвом Джеффа Ван Ганді досягла плей-оф, але програла там у першому раунді «Даллас Маверікс». Говард у плей-оф участі не брав, оскільки травмувався ще у березні.
У сезоні 2006-2007 втратив місце у стартовому складі, поступившись Чаку Гейсу. З грудня 2006 по березень 2007 року замінював в «основі» центрового Яо Міна. Як гравець лавки запасних, допоміг команді пробитися до плей-оф, де вона поступилася «Юта Джаз» в першому раунді.

### «Даллас Маверікс»

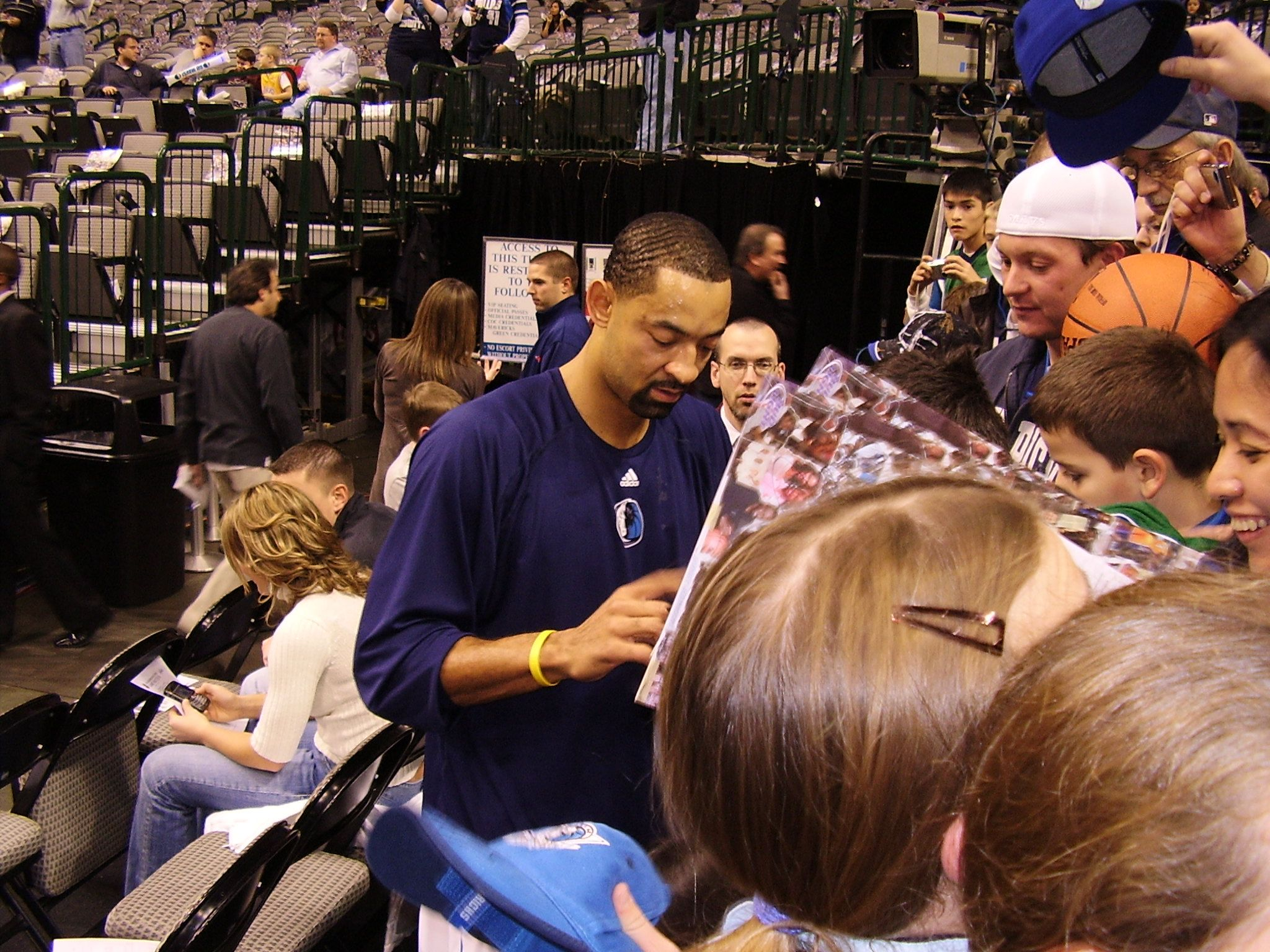
Говард роздає автографи, 2008

14 червня 2007 року був обміняний до «Міннесота Тімбервулвз» на Джастіна Ріда. Проте після того, як стало відомо, що Кевін Гарнетт переходить до «Бостон Селтікс», Говард не збирався залишатися в клубі. Таким чином 29 жовтня він був відрахований зі складу команди.
30 жовтня 2007 року повернувся до «Даллас Маверікс», у складі яких провів наступний сезон своєї кар'єри, та за яких набирав 1,1 очка та 1,6 підбирання за гру. Разом з командою пробився до плей-оф, де вони програли «Нью-Орлінс Горнетс». У сезоні не зіграв жодного матчу зі стартових секунд, що було вперше у його кар'єрі.

### «Денвер Наггетс»

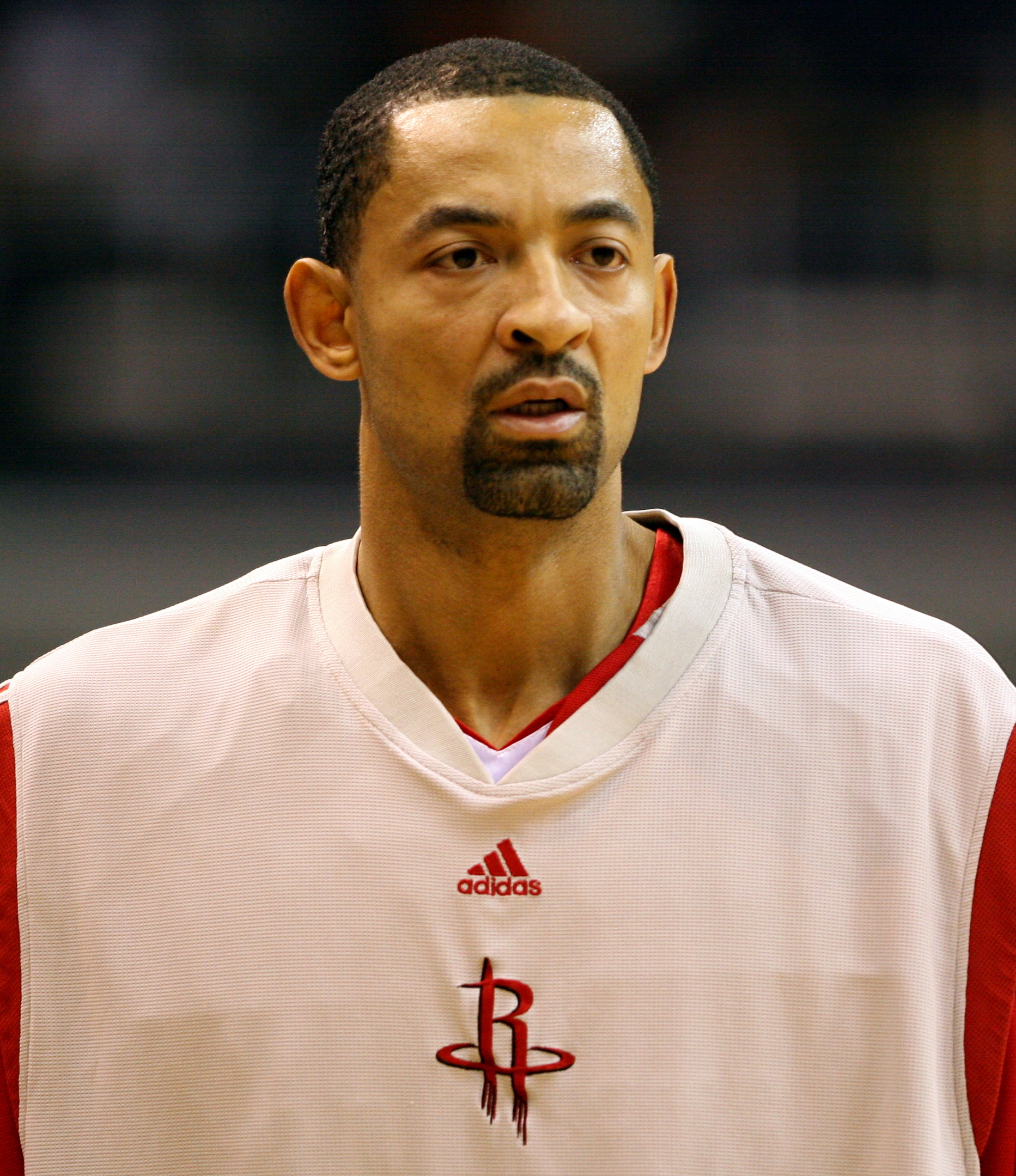
Говард у 2008 році

Наступною командою в кар'єрі гравця була «Денвер Наггетс», куди він повернувся 3 жовтня 2008 року. Однак після того, як Денвер отримав Чонсі Біллапса, Антоніо Макдаєсса та Шейка Самба за Аллена Айверсона у команді стало більше, ніж 15 баскетболістів. Говард був єдиним гравцем без гарантованого контракту, тому його було відраховано.

### «Шарлотт Бобкетс»
12 грудня 2008 року підписав контракт з «Шарлотт Бобкетс». Будучи рольовим гравцем, набирав 4,1 очка та 1,8 підбирання за гру.

### «Портленд Трейл-Блейзерс»

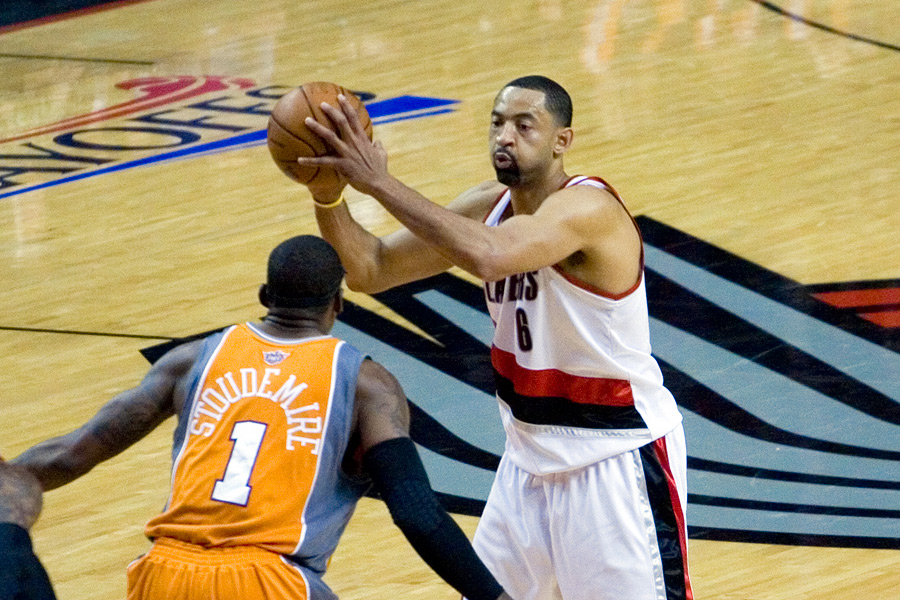
Говард у грі проти Амаре Стадемайра

17 вересня 2009 року перейшов до «Портленд Трейл-Блейзерс», у складі якої провів наступний сезон своєї кар'єри. Вважався гравцем захисту, але після травми Джоела Пжибілли отримав більше ігрових хвилин. Допоміг команді пробитися до плей-оф. Там, у першому раунді «Портленд» програв «Фінікс Санз».

### «Маямі Гіт»
Останньою ж командою в кар'єрі гравця стала «Маямі Гіт», до складу якої він приєднався 2010 року і за яку відіграв 3 сезони. Команда з Двейном Вейдом, Леброном Джеймсом та Крісом Бошом вважалася претендентом на чемпіонство. Протягом сезону Говард набирав 2,4 очка та 2,1 підбирання за гру, а «Гіт» дійшли до фіналу НБА, де програли «Даллас Маверікс». Проте 2012 та 2013 року «Маямі Гіт» виграли два чемпіонати НБА.

## Статистика виступів

### Коледж
| Сезон   | Команда | GP  | GS | MPG  | FG%   | 3P%   | FT%   | RPG | APG | SPG | BPG | PPG  |
| ------- | ------- | --- | -- | ---- | ----- | ----- | ----- | --- | --- | --- | --- | ---- |
| 1991–92 | Мічиган | 34  | 31 | 28.1 | 0.450 | 0.000 | 0.688 | 6.2 | 1.8 | 0.4 | 0.6 | 11.1 |
| 1992–93 | Мічиган | 36  | 36 | 31.5 | 0.506 | 0.000 | 0.700 | 7.4 | 1.9 | 0.6 | 0.4 | 14.6 |
| 1993–94 | Мічиган | 30  | 30 | 34.9 | 0.556 | 0.143 | 0.675 | 9.0 | 2.4 | 1.5 | 0.7 | 20.8 |
| Усього  | Усього  | 100 | 97 | 31.4 | 0.510 | 0.091 | 0.688 | 7.5 | 2.0 | 0.8 | 0.6 | 15.3 |

### Регулярний сезон
| Сезон              | Команда                   | GP   | GS  | MPG  | FG%  | 3P%  | FT%   | RPG | APG | SPG | BPG | PPG  |
| ------------------ | ------------------------- | ---- | --- | ---- | ---- | ---- | ----- | --- | --- | --- | --- | ---- |
| 1994–95            | «Вашингтон Буллетс»       | 65   | 52  | 36.1 | .489 | .000 | .664  | 8.4 | 2.5 | .8  | .2  | 17.0 |
| 1995–96            | «Вашингтон Буллетс»       | 81   | 81  | 40.7 | .489 | .308 | .749  | 8.1 | 4.4 | .8  | .5  | 22.1 |
| 1996–97            | «Вашингтон Буллетс»       | 82   | 82  | 40.5 | .486 | .000 | .756  | 8.0 | 3.8 | 1.1 | .3  | 19.1 |
| 1997–98            | «Вашингтон Візардс»       | 64   | 64  | 40.0 | .467 | .000 | .721  | 7.0 | 3.3 | 1.3 | .4  | 18.5 |
| 1998–99            | «Вашингтон Візардс»       | 36   | 36  | 39.7 | .474 | .000 | .753  | 8.1 | 3.0 | 1.2 | .4  | 18.9 |
| 1999–2000          | «Вашингтон Візардс»       | 82   | 82  | 35.5 | .459 | .000 | .735  | 5.7 | 3.0 | .8  | .3  | 14.9 |
| 2000–01            | «Вашингтон Візардс»       | 54   | 54  | 36.7 | .474 | .000 | .770  | 7.0 | 2.9 | .9  | .4  | 18.2 |
| 2000–01            | «Даллас Маверікс»         | 27   | 27  | 36.8 | .488 | .000 | .780  | 7.1 | 2.6 | 1.1 | .6  | 17.8 |
| 2001–02            | «Даллас Маверікс»         | 53   | 44  | 31.3 | .462 | .000 | .754  | 7.4 | 1.8 | .5  | .6  | 12.9 |
| 2001–02            | «Денвер Наггетс»          | 28   | 28  | 34.9 | .457 | .000 | .770  | 7.9 | 2.7 | .6  | .6  | 17.9 |
| 2002–03            | «Денвер Наггетс»          | 77   | 77  | 35.5 | .450 | .500 | .803  | 7.6 | 3.0 | 1.0 | .4  | 18.4 |
| 2003–04            | «Орландо Меджик»          | 81   | 77  | 35.5 | .453 | .000 | .809  | 7.0 | 2.0 | .7  | .3  | 17.0 |
| 2004–05            | «Х'юстон Рокетс»          | 61   | 47  | 26.6 | .451 | .000 | .843  | 5.7 | 1.5 | .5  | .1  | 9.6  |
| 2005–06            | «Х'юстон Рокетс»          | 80   | 80  | 31.7 | .459 | .000 | .806  | 6.7 | 1.4 | .6  | .1  | 11.8 |
| 2006–07            | «Х'юстон Рокетс»          | 80   | 38  | 26.5 | .465 | .000 | .824  | 5.9 | 1.6 | .4  | .1  | 9.7  |
| 2007–08            | «Даллас Маверікс»         | 50   | 0   | 7.1  | .359 | .000 | .786  | 1.6 | .3  | .1  | .0  | 1.1  |
| 2008–09            | «Денвер Наггетс»          | 3    | 0   | 7.3  | .500 | .000 | .000  | 1.3 | .7  | .3  | .3  | .7   |
| 2008–09            | «Шарлотт Бобкетс»         | 39   | 2   | 11.5 | .510 | .000 | .676  | 1.8 | .6  | .2  | .1  | 4.4  |
| 2009–10            | «Портленд Трейл-Блейзерс» | 73   | 27  | 22.4 | .509 | .000 | .786  | 4.6 | .8  | .4  | .1  | 6.0  |
| 2010–11            | «Маямі Гіт»               | 57   | 0   | 10.4 | .440 | .000 | .829  | 2.1 | .4  | .2  | .1  | 2.4  |
| 2011–12†           | «Маямі Гіт»               | 28   | 0   | 6.8  | .309 | .000 | .800  | 1.6 | .4  | .1  | .0  | 1.5  |
| 2012–13†           | «Маямі Гіт»               | 7    | 2   | 7.3  | .526 | .000 | 1.000 | 1.1 | .9  | .0  | .0  | 3.0  |
| Усього за кар'єру  | Усього за кар'єру         | 1208 | 900 | 30.3 | .469 | .120 | .764  | 6.1 | 2.2 | .7  | .3  | 13.4 |
| В іграх усіх зірок | В іграх усіх зірок        | 1    | 0   | 16.0 | .200 | .000 | .000  | 6.0 | 2.0 | 1.0 | .0  | 2.0  |

### Плей-оф
| Сезон             | Команда                   | GP | GS | MPG  | FG%  | 3P%  | FT%  | RPG | APG | SPG | BPG | PPG  |
| ----------------- | ------------------------- | -- | -- | ---- | ---- | ---- | ---- | --- | --- | --- | --- | ---- |
| 1997              | «Вашингтон Буллетс»       | 3  | 3  | 43.0 | .465 | .000 | .889 | 6.0 | 1.7 | .7  | .7  | 18.7 |
| 2001              | «Даллас Маверікс»         | 10 | 10 | 39.1 | .360 | .000 | .800 | 8.3 | 1.4 | .6  | .5  | 13.4 |
| 2007              | «Х'юстон Рокетс»          | 7  | 0  | 22.4 | .400 | .000 | .636 | 4.4 | 1.0 | .7  | .0  | 5.0  |
| 2008              | «Даллас Маверікс»         | 3  | 0  | 3.7  | .000 | .000 | .250 | .0  | .3  | .0  | .0  | .3   |
| 2010              | «Портленд Трейл-Блейзерс» | 6  | 0  | 14.5 | .526 | .000 | .000 | 2.7 | .7  | .2  | .2  | 3.3  |
| 2011              | «Маямі Гіт»               | 11 | 0  | 5.5  | .444 | .000 | .692 | .9  | .1  | .0  | .0  | 1.5  |
| 2012†             | «Маямі Гіт»               | 9  | 0  | 2.7  | .286 | .000 | .750 | .1  | .0  | .0  | .0  | .8   |
| Усього за кар'єру | Усього за кар'єру         | 49 | 13 | 17.5 | .394 | .000 | .758 | 3.2 | .7  | .3  | .2  | 5.5  |

## Тренерська робота
2013 року став асистентом головного тренера команди «Маямі Гіт».
22 травня 2019 року був призначений на посаду головного тренера команди NCAA «Мічиган Волверінс», підписавши п'ятирічний контракт.

## Особисте життя
Одружений з Дженін Вордаллі. У подружжя двоє дітей. Ще один син народився від дівчини з університету.
Активно займається волонтерською та меценатською діяльністю через свою благодійну організацію Juwan Howard Foundation.